# Harry Schnitger

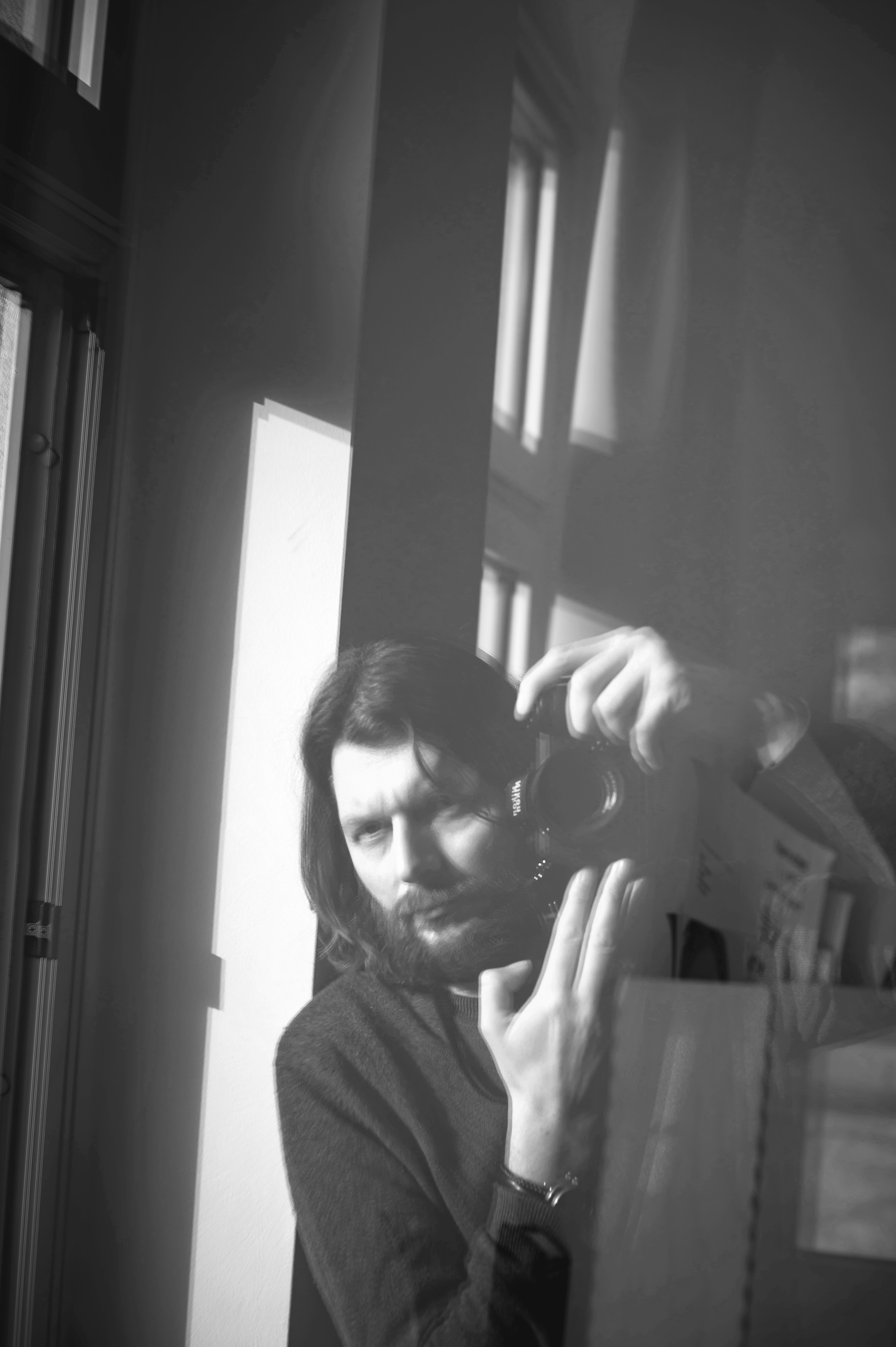
Harry Schnitger Selbstporträt 2022

Harry Schnitger (* 19. Februar 1969 in Berlin) ist ein deutscher Fotograf.

## Leben
Harry Schnitger, geboren 1969 in Berlin, ist bekannt für seine kunstvollen, zum Teil sehr einfühlsam arrangierten Künstlerporträts. Insbesondere konnte er einige sonst sehr kamerascheue Regisseurinnen und Schauspielerinnen porträtieren.
Harry Schnitger interessierte sich früh für Fotografie. Bereits 1986 macht Schnitger erste Bandfotos von Rockabilly Bands und veröffentlichte Fotos im Berliner Handbuch der Musikszene Rock-City 86 Berlin. 1989 begann er eine Fotografenlehre bei Andreas Kirsch in Berlin. Schon während der Lehre fiel er durch ausgefallene Bildkompositionen und ein Händchen für Künstler auf. 1990 bekam er so sein erstes Titelfoto auf der Zitronenpresse, dem ersten offiziellen Lemonbabies Fanclub-Magazin. Das Plattencoverfoto auf der ersten Lemonbabies Platte Fresh 'N Fizzy (Twang Records) folgte.
Nach der Lehre arbeitete Schnitger als freier Fotograf für Film, Kunst und Musik. Ab 1994 war er als Fotograf beim Berliner Stadtmagazin Tip tätig und wurde 1996 festangestellter Fotograf beim Tip. Arbeitet seit 2013 als selbstständiger Fotograf.
Seit 1996 entstanden zahlreiche Porträts und Titelbilder von bekannten Schauspielern, Regisseuren und Künstlern wie Peter Fonda, Oliver Stone, Spike Lee, Roberto Benigni, Sandra Hüller, Franka Potente, Ben Becker, Jürgen Vogel, Fatih Akın, Oskar Roehler, Hannelore Elsner, Jim Sheridan, Kim Ki-duk, Takeshi Kitano, Sönke Wortmann, Nina Hoss und vielen anderen Newcomern und Größen der Filmindustrie.
Schnitger hatte im Laufe der Zeit Veröffentlichungen in Publikationen wie der Süddeutschen Zeitung, FAZ, Die Zeit, brand eins, Berliner Zeitung, Spiegel, Style, Falter.

## Abdrucke und Werke
- Alexander Osang: Tamara Danz. Aufbau TB 2002, ISBN 3-7466-1783-9
- Courtenay Smith, Annette Ferrara: Xtreme Interiors, Prestel Verlag 2003, ISBN 3-7913-2970-7
- Hagen Liebing: The Incredible Hagen: Meine Jahre mit "Die Ärzte". Schwarzkopf und Schwarzkopf, Berlin 2003, ISBN 3-89602-426-4
- Nicolaus Schröder: 50 Klassiker Filmregisseure, Gerstenberg 2003, ISBN 3-8067-2541-1
- Harry Schnitger, Falko Hennig: 100% Berlin, Knesebeck 2008, ISBN 978-3-89660-508-5
- Harry Schnitger: Augenhöhe, Kunst- und Kulturzentrum der StädteRegion Aachen, ISBN 978-3-00-030820-8
- Bettina Wulff: Jenseits des Protokolls, Cover Foto: Harry Schnitger, Riva Verlag, ISBN 978-3-86883-273-0